# Groupe de haine

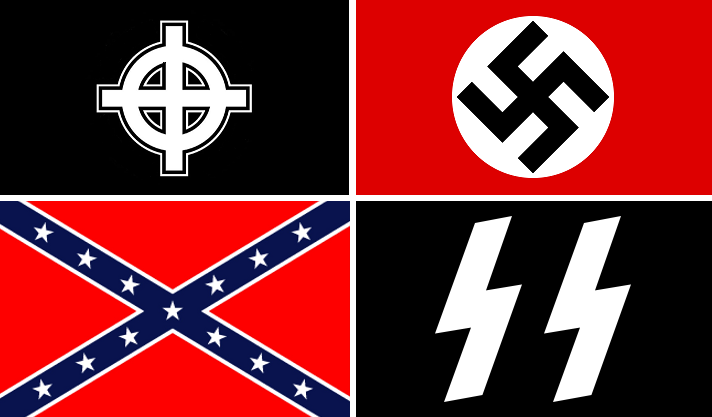
Certains groupes de haine adoptent des emblèmes comme la croix celtique, le drapeau nazi, la bannière confédérée et le drapeau SS.

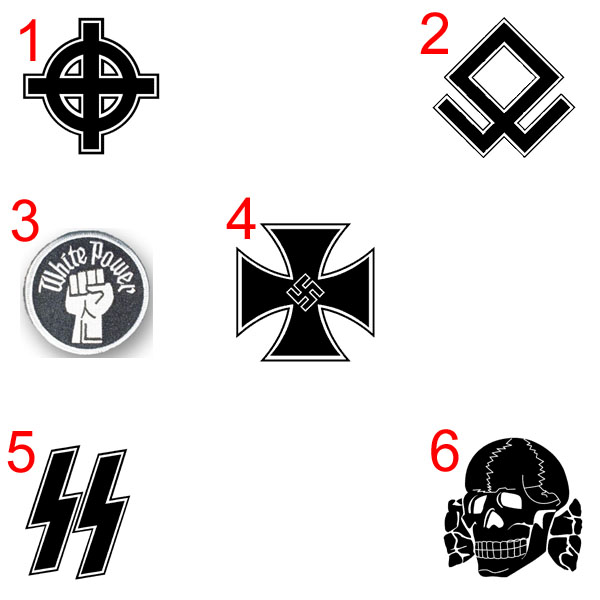
Exemples de symboles chez des groupes de haine : croix celtique en version des suprémacistes blancs ; l'Ōthalan ; le poing levé dans sa variante pro-aryenne ; la croix de fer et la croix gammée nazie ; le double S des SS ; le Totenkopf version SS.

Un groupe de haine ou groupe haineux est une communauté sociale qui encourage ou pratique la haine, l'hostilité et la violence envers les représentants d'une race, ethnie, nation, religion, orientation sexuelle ou identité de genre et d'autres catégories de personnes. D'après le Federal Bureau of Investigation, l'objectif premier d'un groupe de haine « consiste à promouvoir l'animosité, l'hostilité et la malveillance envers des personnes présentant une ethnie, une religion, un handicap, une orientation sexuelle, une nationalité qui diffèrent des membres du groupe en question ».

## Surveillance

### Aux États-Unis
Aux États-Unis, le FBI ne publie pas de liste des groupes de haine et ne mène d'enquêtes que :
- s'il apparaît une menace ou une apologie de la violence ;
- si le groupe visé a les moyens de commettre des violences ;
- et si les actes proposés représentent une infraction aux lois fédérales. Le FBI tient à jour des statistiques sur les crimes de haine[2].

Deux associations américaines surveillent les groupes de haine ou d'intolérance : l'Anti-Defamation League (ADL) et le Southern Poverty Law Center (SPLC). Ces associations recensent de ce qu'elles considèrent comme des groupes de haine, des groupes de suprémacistes et des groupes extrémistes, antisémites ou anti-gouvernement qui ont commis des crimes de haine. D'après USA Today, les listes du SPLC englobent aussi bien les « suprémacistes blancs que les nationalistes noirs, les néo-nazis que les néo-confédérés ». Le SPLC estime qu'entre 2000 et 2008, l'activité des groupes de haine a connu une augmentation de 50% aux États-Unis et représente 926 communautés actives. En 2019, le nombre de groupes de haine atteint 1 020, son apogée depuis les vingt dernières années, avec un bond des communautés de nationalisme blanc.
Depuis 2010, le terme alt-right (diminutif d'alternative right) est recensé dans la littérature,. Cette notion, assez large, recouvre les personnes qui rejettent le conservatisme classique et adoptent des variantes implicitement ou explicitement racistes et suprémacistes. Il s'agit de mouvements hétéroclites rassemblant des néonazis traditionnels, des conspirationnistes, des anti-mondialisation et de jeunes trolls d'internet situés à droite ; ces profils convergent sur la croyance que l'identité des hommes blancs est attaquée par des forces multiculturelles et politiquement correctes.

## Violences et crimes de haine
Dans les groupes de haine, il existe quatre facteurs associés à un éventuel passage aux actes violents : capacité d'organisation, efficacité de l'organisation, interconnexions stratégiques et organisation structurelle. Plus le groupe extrémiste est nombreux et ancien, plus il est susceptible d'actions violentes. Les probabilités augmentent également si le groupe est dirigé par un chef charismatique ou si le groupe est en conflit avec un autre. En revanche, les chances diminuent lorsqu'un groupe publie de nombreux documents idéologiques.

### Aux États-Unis
Aux États-Unis, certains crimes et délits peuvent être traités comme du terrorisme intérieur : « la preuve manifeste d'un préjugé fondé sur la race, la religion, l'orientation sexuelle, l'ethnie, motivant des actes d'homicide, de viol par la force, de vol, d'agression aggravée, de cambriolage, de vol de véhicule, d'incendie volontaire, d'intimidation et de destruction, de nuisances ou de vandalismes sur les biens », contre une personne, une société ou une institution, où sont impliqués des groupes de haine ou des crimes de haine,,,.

## Discours de haine
Ehud Sprinzak, expert en contre-terrorisme, estime que la violence verbale est « le recours à des formulations extrêmes contre une personne ou un groupe et qui impliquent l'intention d'employer la force physique ou évoque une incitation pour que des tiers le fassent ».
Les personnes ont tendance à juger la violence d'un discours de haine en fonction de son caractère public et du groupe visé. Bien que les avis soient complexes sur le discours de haine, les gens pensent en général que le plus grave est une déclaration publique visant des minorités ethniques.
Au milieu des années 1990, la popularité grandissante d'Internet fournit une visibilité internationale à de nombreuses organisations partageant les idées de suprémacisme blanc, de néonazisme, d'homophobie, de négation de la Shoah et d'islamophobie. Divers suprémacistes blancs ont ouvert des sites web pour y attaquer leurs « adversaires ». En 1996, le Centre Simon-Wiesenthal de Los Angeles demande aux fournisseurs d'accès à Internet d'adopter une charte éthique pour prévenir la diffusion de contenus extrémistes. La même année, la commission européenne fonde la Consultative Commission on Racism and Xenophobia, un groupe pan-européen chargé d'enquêter et d'utiliser les moyens légaux pour éradiquer la vague de racisme en cours sur Internet.

## Groupes de haine religieux
Aux États-Unis, la Westboro Baptist Church est considérée comme un groupe de haine par de nombreuses sources.

## Groupes de haine misogynes
Certains experts s'inquiètent des groupes de haine dirigés contre les femmes, notamment ceux qui se composent d'hommes jeunes comme les pick up artists, les Incels et la faction dure des groupes anti-femmes. Les groupes en question cherchent à recruter des adolescents et des jeunes hommes fragiles en s'inspirant des méthodes de l'extrême-droite[Lesquelles ?], ainsi que par l'emprise (en). D'après Laura Bates, certains de ces groupes devraient être catégorisés comme terroristes. Les Proud Boys, qui selon le Southern Poverty Law Center se distinguent par leur rhétorique misogyne, sont considérés au Canada comme un groupe pratiquant le terrorisme intérieur.

## Groupes de haine sur Internet
Avant Internet, les groupes haineux recrutaient leurs membres et se transmettaient les messages extrémistes de bouche à oreille ou par la distribution de tracts et de pamphlets. Mais avec Internet, les membres ont pu engager des discussions en temps réel par messagerie depuis n'importe quel endroit. Pour les groupes de haine, l'avènement d'Internet représente une aubaine en termes de promotion, de recrutement et d'élargissement de leur audience pour se tourner vers les jeunes. Un groupe de haine sur Internet n'a nul besoin de faire partie d'une faction traditionnelle comme le Ku Klux Klan.
De nombreux sites de haine sont clairement hostiles voire violents ; d'autres se dotent d'une apparence de patriotisme ou de banalité, qui peut attirer de nouveaux membres. Les sites qui appartiennent à des groupes de haine servent à diffuser leur idéologie auprès de leur communauté et du public, à encourager la participation, à se prévaloir d'un appel ou d'un privilège venu de Dieu, ou encore à relayer des accusations envers les personnes extérieures au groupe (par exemple : le gouvernement ou les médias).
Les créateurs de pages et de groupes de haine sur Facebook choisissent leur audience, ouvrent leur page ou leur groupe puis organisent le recrutement. N'importe qui peut créer un groupe facebook et inviter les abonnés à publier des commentaires, ajouter des images et participer aux espaces de discussion. Comme il est très simple de créer et de joindre ces groupes, il existe de nombreux groupes de haine qui n'existent que sur le cyberespace.

## Psychologie des groupes de haine
Les conflits de haine entre groupes peuvent être motivés par un sentiment d'« amour ingroup », le désir d'apporter une contribution positive au groupe auquel on appartient, ou par la haine de l'outgroup, le désir de blesser un groupe étranger. Les individus autant que les groupes reposent davantage sur l'amour ingroup que sur la haine outgroup, même si ces deux facteurs concomitants peuvent favoriser le développement du groupe. La préférence pour le premier mécanisme s'exprime avec force dans les groupes qui ne sont pas en compétition avec d'autres ; en outre, le comportement de coopération suggère que les conflits entre groupes pourraient se raréfier si les membres de chaque groupe se consacraient davantage à la croissance ingroup qu'à la compétition outgroup. Par rapport à un groupe qui ne dépend pas d'un code moral, un groupe fondé sur un code moral a davantage de chances d'exprimer de la haine outgroup corrélée au sentiment prononcé d'« amour ingroup ».
D'après un modèle en sept étapes, un groupe de haine passe par sept phases successives, à moins d'être neutralisé,. Les quatre premières étapes consistent à exprimer les croyances ; puis les membres passent aux actes. Les facteurs qui contribuent à un passage à l'acte sont la vulnérabilité des membres ainsi que leur dépendance à des symboles et des mythologies. Le modèle met en lumière la transition entre la violence verbale et le passage aux actes violents, où se séparent les haineux les plus résolus et ceux qui en restent aux discours de haine. Par conséquent, le discours de haine est une condition aux crimes de haine et l'étape préliminaire avant leur réalisation.
Le moment le plus propice pour intervenir sur un groupe de haine est la phase où le discours ne s'est pas encore traduit par des actes ; en outre, les interventions auprès de groupes de haine immatures sont plus efficaces que sur ceux qui sont bien établis. L'intervention et la réinsertion fonctionnent mieux quand la personne qui enquête sur un groupe de haine peut identifier et désamorcer les fragilités personnelles des membres, qui à leur tour favoriseront l'affaiblissement du groupe. Pour combattre la haine de groupe, le plus délicat est peut-être d'empêcher le recrutement de nouveaux membres, en soutenant ceux qui sont les plus susceptibles — surtout les enfants et les jeunes — de développer un amour-propre positif et de faire preuve d'empathie avec les personnes hors du groupe.

### Documentation
- Emmi Nieminen et Johanna Vehkoo (trad. Kirsi Kinnunen), L’Internet de la haine, Cambourakis, octobre 2019, 153 p. (ISBN 978-2-36624-445-8)
- Priscilla Marie Meddaugh et Jack Kay, « Hate Speech or “Reasonable Racism?” The Other in Stormfront », Journal of Mass Media Ethics,‎ 2009 (lire en ligne).
- Dorothy E. Denning (en) et Peter J. Denning (en). Internet Besieged: Countering Cyberspace Scofflaws. New York: ACM Press (1998)
- Dudley, J. Wayne, '"Hate" Organizations of the 1940s: The Columbians, Inc.', Phylon, Vol. 42, No. 3 (3rd Qtr., 1981), pp. 262–274 (JSTOR)
- Jessup, Michael The Sword of Truth in the Sea of Lies: The Theology of Hate, Google Print, p.165-p.166, in Robert J. Priest, Alvaro L. Nieves (ed.), This Side of Heaven, Oxford University Press US, 2006,  (ISBN 0-19-531056-X)
- Barbara A. Perry (en), « "Button-Down Terror": The Metamorphosis of the Hate Movement », Sociological Focus, vol. 33, no 2,‎ mai 2000, p. 113–131 (DOI 10.1080/00380237.2000.10571161, JSTOR 20832071, S2CID 147010178)
- Schafer, John R. et Joe Navarro (en), « The seven-stage hate model: The psychopathology of hate groups », FBI Law Enforcement Bulletin (en),‎ mars 2003 (lire en ligne)